# Onoreidium cristatum
Onoreidium cristatum là một loài bọ cánh cứng trong họ Bọ hung (Scarabaeidae).